# キイロサンゴハゼ
キイロサンゴハゼ (Gobiodon okinawae)は、スズキ目ハゼ科コバンハゼ属に属する魚の一種。南日本からグレートバリアリーフ南端までの西太平洋に分布する。頬に白っぽい部分があるほかは、名前通り全身が鮮やかな黄色である。

## 特徴
体型は紡錘形で、背びれには7本の棘と10本の軟条、尻びれには1本の棘と9本の軟条がある。最大でも全長3.5cmほどの小さな魚である。
外見は同属種のGobiodon citrinusとよく似ているが、G. citrinusは顔に青と白の模様が必ずあるのに対し、キイロサンゴハゼにはそのような模様がなく、一様に黄色であることで識別できる。
同種に対してはなわばりを防衛するが、基本的には攻撃的ではない。体表に有毒の粘液を分泌し、捕食者から身を守っている。

## 生息環境

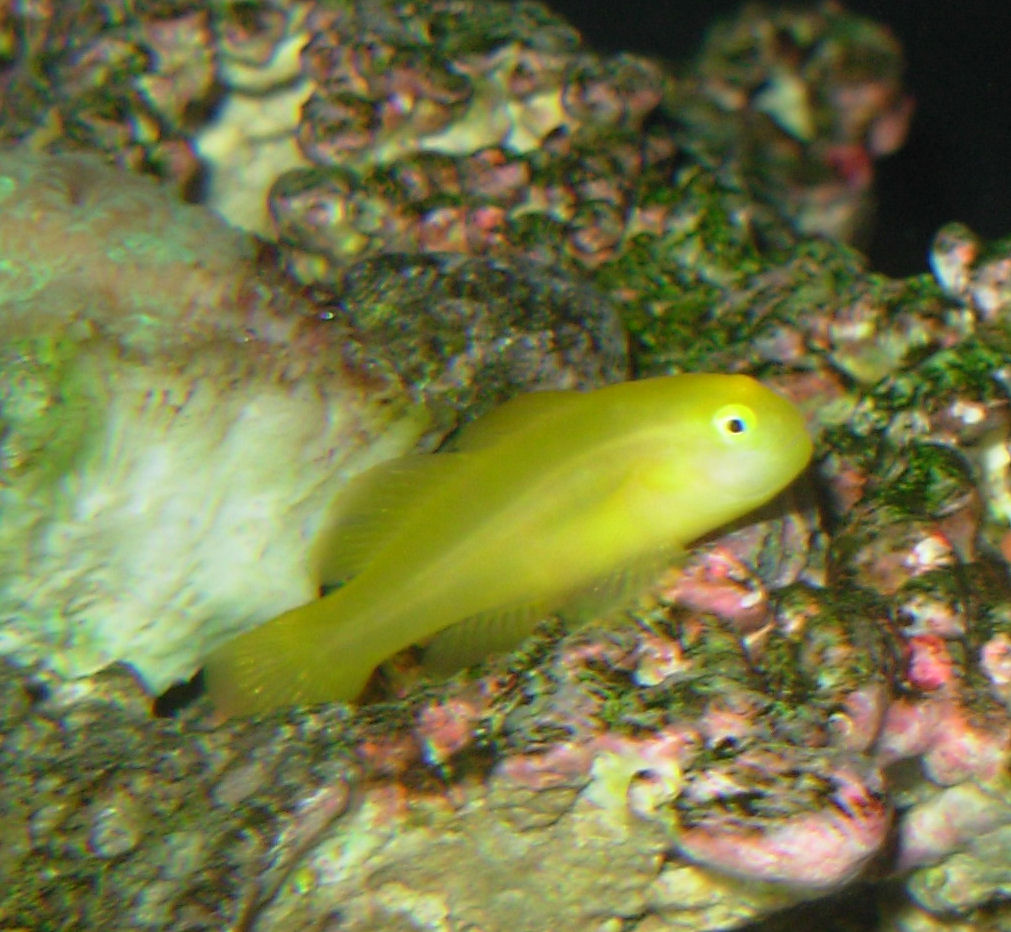
キイロサンゴハゼ。

サンゴ礁の礁湖から礁池、礁斜面、および内湾の中ほどから湾奥などに生息する。コバンハゼ属の他種と同じく、ミドリイシ属のサンゴにすむ。1つのサンゴに単独から数尾で見られ、5尾から15尾ほどの群れになることもある。

## 食性
プランクトン食である。サンゴから離れて浮かび、群れをつくってプランクトンを食べることがある。餌が近くに来るまで待ち、飛びついて食べると元の場所に戻るといった、待ち伏せ型の採食行動を見せる。

## 繁殖
他のコバンハゼ類と同様、初めは雌として成熟し、その後雌性先熟の性転換を行い雄になるが、双方向の性転換を行う能力も持つ。そのため、雌ばかりで飼育すると大きいものが雄に、逆に雄ばかりで飼育すると小さいものが雌に性転換する。
サンゴの枝に、一度に最大1000個程度の卵を円盤状に産卵する。雄は産卵後すぐに卵を受精させると、孵化までの約5日間保護する。孵化した仔魚はおよそ33日後に変態し、着底し始める。体色は40日目ごろまでに現れる。